# ランゲルリンゲン
ランゲルリンゲンまたはランガーリンゲン (ドイツ語: Langerringen) は、ドイツ連邦共和国バイエルン州シュヴァーベン行政管区のアウクスブルク郡に属す町村（以下、本項では便宜上「町」と記述する）である。

## 地理

### 位置
ランゲルリンゲンは、アウクスブルク郡南部に位置する。ランゲルリンゲンは典型的な街村であったが、北西および北東の2本のメインストリートの他に、後に加わった新興住宅地によっても発展している。
首邑をジンゴルト川とその支流が流れ、これによって形成された水辺の草地地形が特徴である。ジンゴルト川はメインストリートの西を流れており、西部に位置する集落と町の中心部とを分離している。

### 自治体の構成
この町は、3つのゲマルクング（行政/統計上の管区）に属す8つのゲマインデタイル（地理上の地区）で構成されている。
| ゲマインデタイル             | ゲマルクング                 |
| ---------------------------- | ---------------------------- |
| ブルクホーフ                 | ランゲルリンゲン             |
| アイネーデ                   | ランゲルリンゲン             |
| ファルケンベルク             | ランゲルリンゲン             |
| ランゲルリンゲン             | ランゲルリンゲン             |
| ヴェスターリンゲン           | ランゲルリンゲン             |
| ゲンナハ                     | ゲンナハ                     |
| シュヴァープアイヒ           | シュヴァープミュールハウゼン |
| シュヴァープミュールハウゼン | シュヴァープミュールハウゼン |

## 歴史
地元の貴族エードレン・フォン・エルリンゲン家は12世紀から13世紀にこの地を本拠地としていた。この貴族家は、アウクスルブルク司教領のミニステリアーレとして何度も文献に登場する。1300年頃に彼らは司教領のレーエンを再び放棄した。1460年にアウクスルブルク聖堂参事会が農場やその他の不動産をアウクスブルク司教領のレーエンとして獲得し、この集落に役所を建設した。17世紀になるまでこの村はエルリンゲンと呼ばれていた。ヴェスターリンゲン集落もアウクスブルク聖堂参事会が所有した。この村は1806年からバイエルン王国に属した。その後ランゲルリンゲンは、周辺地域と歴史の歩みをともにした。1945年4月17日にアメリカ軍がランゲルリンゲンを占領した。1934年と1935年にジンゴルト川とレーテンバッハ川の改修が行われた。ランゲルリンゲンは1939年から1972年に廃止されるまで旧シュヴァープミュンヘン郡に属していた。

### 町村合併
バイエルン州の地域再編に伴い、1978年5月1日にゲンナハとシュヴァープミュールハウゼンがランゲルリンゲンに合併した。

## 住民

### 人口推移
1988年から2018年までの間にランゲルリンゲンの人口は2,824人から3,820人へ、996人 約 35.36 % 増加した。

## 行政
この町は、ランゲルリンゲン行政共同体に属している。

### 議会
ランゲルリンゲンの町議会は16議席からなり、これに町長が加わる。

### 首長
2020年5月1日からマルクス・クノル (CSU/Unabhängige Wähler) が町長を務めている。彼は2020年3月15日の町長選挙で1人の対立候補を相手に 67.7 % の支持票を獲得して町長に選出された。前任者はコンラート・ドプラー (CSU/Unabhängige Wähler) で2002年から2020年4月まで町長を務めた。

### 紋章
図柄: 青地。緑の山の上に開いた門を持つ、上部が尖っていない銀色の四角い塔。
紋章の由来: 紋章に描かれた塔は、ランゲルリンゲンのレオンハルツ礼拝堂のフレスコから採られた。このフレスコは、紋章が制作された1838年にはまだ内陣の壁に観ることができたが、現在は存在しない。紋章の塔は、12世紀から13世紀にこの地を本拠とした地元貴族エードレン・フォン・エルリンゲン家の城を想起させる。
この紋章は1838年から用いられている。

### 姉妹自治体
- ラ・バコニエール（フランス語版、英語版）（フランス、マイエンヌ県）2000年6月17日[7]